# Sågåstjärnen
Sågåstjärnen är en sjö i Ånge kommun i Medelpad och ingår i Ljungans huvudavrinningsområde. Sjön har en area på 0,114 kvadratkilometer och ligger 305 meter över havet. Sjön avvattnas av vattendraget Gammelbodbäcken.

## Delavrinningsområde
Sågåstjärnen ingår i det delavrinningsområde (693715-151147) som SMHI kallar för Utloppet av Sågåstjärnen. Medelhöjden är 376 meter över havet och ytan är 2,83 kvadratkilometer. Det finns inga avrinningsområden uppströms utan avrinningsområdet är högsta punkten. Gammelbodbäcken som avvattnar avrinningsområdet har biflödesordning 2, vilket innebär att vattnet flödar genom totalt 2 vattendrag innan det når havet efter 98 kilometer. Avrinningsområdet består mestadels av skog (77 procent). Avrinningsområdet har 0,11 kvadratkilometer vattenytor vilket ger det en sjöprocent på 4 procent.